# توبياس يندستروم
توبياس يندستروم (بالسويدية: Tobias Lindström)‏ هو لاعب هوكي الجليد سويدي، ولد في 20 أبريل 1988 في ستوكهولم في السويد.

## وصلات خارجية
- توبياس يندستروم على موقع EliteProspects.com (الإنجليزية)